# Alter Friedhof (Wiesbaden)

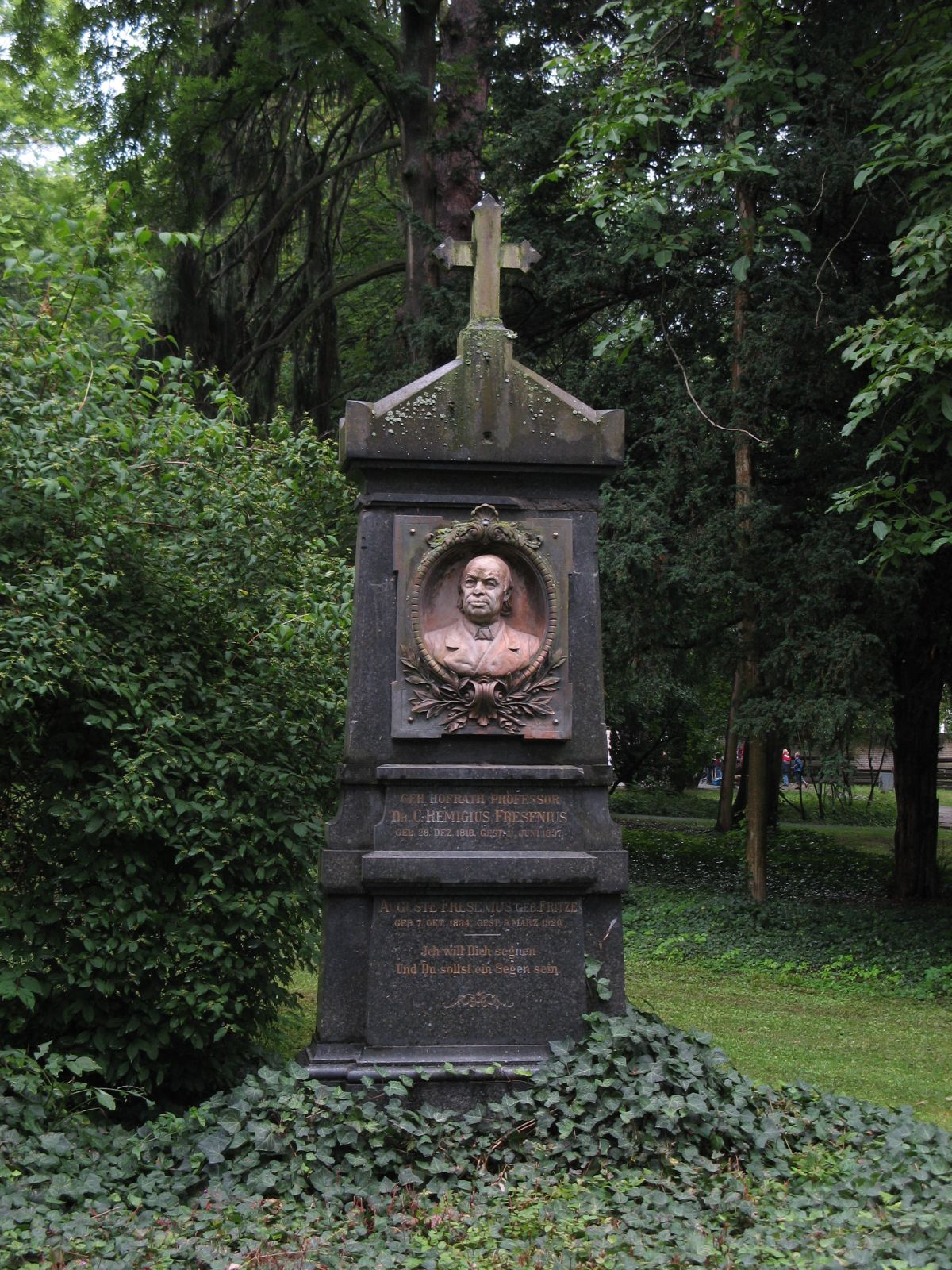
Sepultura de Carl Fresenius

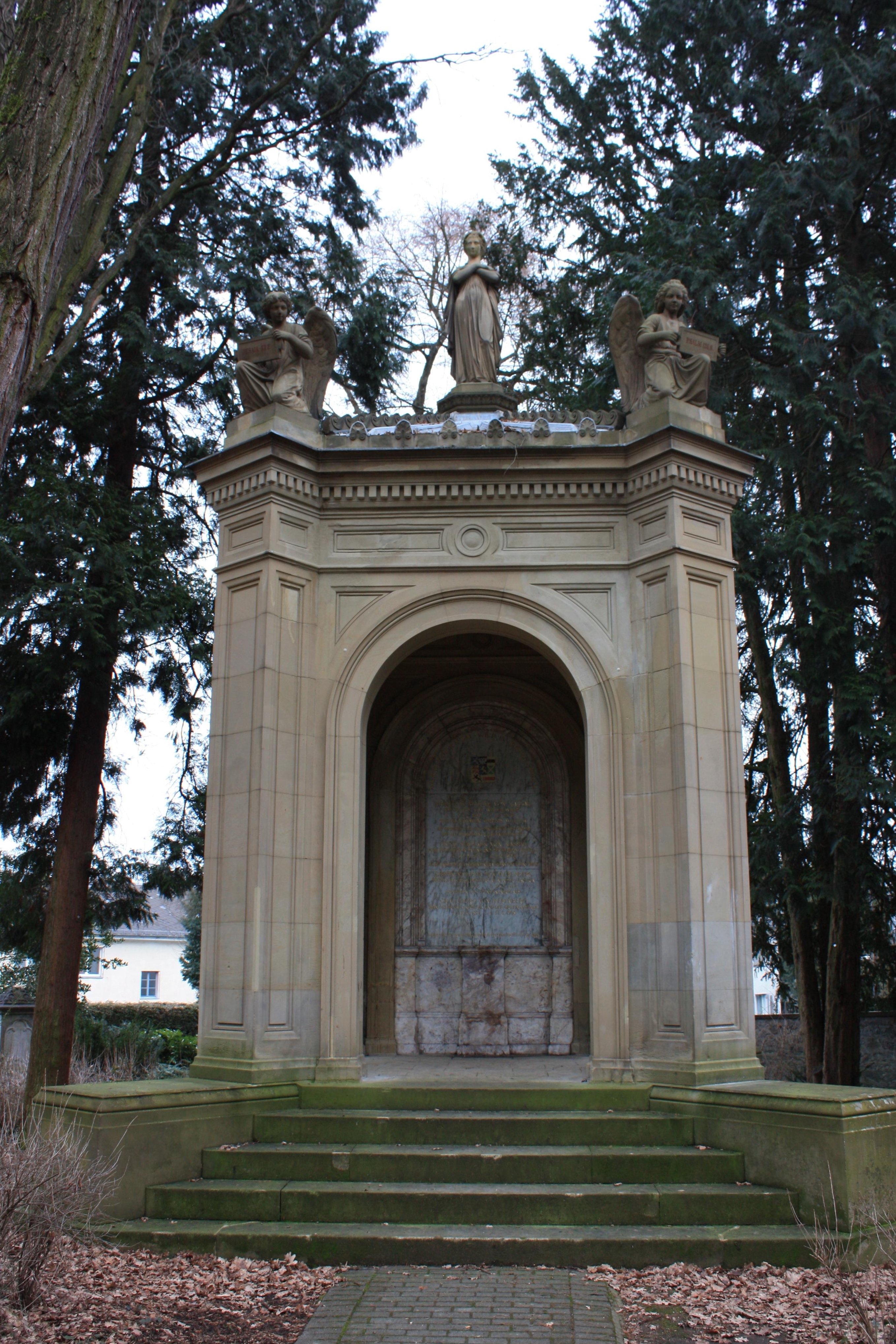
Mausoleu de Paulina de Württemberg

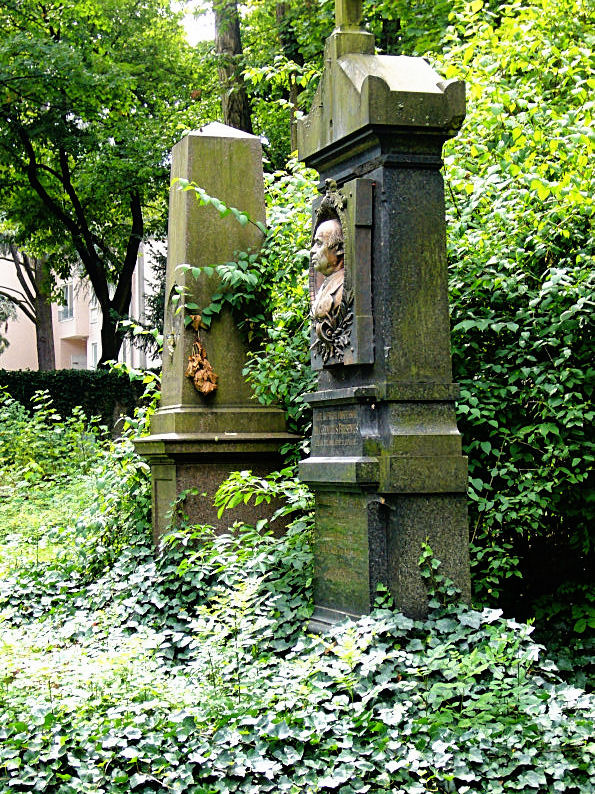
Sepultura

O Alter Friedhof é um antigo cemitério em Wiesbaden, que foi transformado em um parque de diversões.

## História
Depois que o Friedhof an der Heidenmauer teve que fechar por falta de espaço, o cemitério na Platter Straße, não muito longe da Riederberg-Restauration construída em 1831, foi inaugurado em 1832. Entre outras coisas, serviu de local de descanso para a Dinastia Nassau e, com inúmeros monumentos, foi considerado um dos mais belos cemitérios da Alemanha. Em 1877 decidiu-se construir o Nordfriedhof (Wiesbaden), cerca de um quilômetro a noroeste, onde a partir de então se realizavam os sepultamentos. Os enterros só foram realizados nos túmulos familiares existentes até 1955.

## Utilização atual
Em 1973 a instalação foi rededicada como um parque temático e recreativo, inaugurado em 1977. Playgrounds e churrasqueiras foram construídos no centro do local atual. Em 2010 as instalações foram amplamente renovadas por 500 000 euros e um parque de skate e uma área de escalada foram construídos.

## Sepulturas
Mais de 27 000 pessoas foram enterradas no cemitério ao longo dos anos. Um total de 128 monumentos foram preservados, alguns dos quais tiveram que ser postos em outro local. Ainda existem várias lápides e mausoléus antigos no local, como por exemplo o de Paulina de Württemberg.

## Personalidades
As seguintes pessoas conhecidas foram enterradas no Alter Friedhof:
- Georg Baring (1773–1848), oficial
- Emil August von Dungern (1802–1862), político
- Carl Remigius Fresenius (1818–1897), químico, conselheiro privado e fundador e diretor do laboratório químico em Wiesbaden (atual SGS Institut Fresenius)
- Johann Jacob Höppli (1822–1876), escultor e modelador[5]
- Philipp Hoffmann (1806–1889), arquiteto e mestre de obras
- Friedrich Lang (1822–1866), advogado e político de Nassau
- Wilhelm Lanz (1829–1882), ex-prefeito de Wiesbaden[6][3]
- Alexander Pagenstecher (1828–1879), oftalmologista e fundador do instituto oftalmológico
- Sepultura dupla do casal de escritores Adolf Stahr (1805–1876) e Fanny Lewald (1811–1889)
- Karl Rossel (1815–1872), secretário da Verein für Nassauische Altertumskunde und Geschichtsforschung
- Karl Schnaase (1798–1875), advogado e historiador da arte
- Christian Zais (1770–1820), arquiteto e urbanista de Wiesbaden. A sepultura foi trazida do Friedhof an der Heidenmauer